# Ніви (Белхатовський повіт)
Ніви (пол. Niwy) — село в Польщі, у гміні Щерцув Белхатовського повіту Лодзинського воєводства.
Населення — 525 осіб (2011).
У 1975-1998 роках село належало до Пйотрковського воєводства.

## Демографія
Демографічна структура станом на 31 березня 2011 року:
|          | Загалом | Допрацездатний вік | Працездатний вік | Постпрацездатний вік |
| -------- | ------- | ------------------ | ---------------- | -------------------- |
| Чоловіки | 256     | 67                 | 168              | 21                   |
| Жінки    | 269     | 67                 | 157              | 45                   |
| Разом    | 525     | 134                | 325              | 66                   |